# Bo socken
 Boo socken i Nacka kommun stavades före 1942 Bo socken
Bo socken i Närke ingick i Sköllersta härad, ingår sedan 1971 i Hallsbergs kommun i Örebro län och motsvarar från 2016 Bo distrikt.
Socknens areal är 153,54 kvadratkilometer, varav 143,44 land. År 2000 fanns här 576 invånare. Tätorten Hjortkvarn samt Boo slott med sockenkyrkan Bo kyrka ligger i socknen.

## Administrativ historik
Bo socken bildades 1735 genom en utbrytning ur Svennevads socken. 1868 överfördes Kängstorp hit från Östergötlands län. 1 maj 1877 överfördes jordebokstillhörigheten av ett område (Regna skate) till Regna socken i Östergötlands län som redan tidigare hört till kyrkosocknen Regna, och där länstillhörigheten ändrades först 1 januari 1878. Regna (eller Svennevads) skate bestod av gårdarna Tyrisfall, Anderstorp, Djurslanda, Mörtsjö, Malma och Botten.
Vid kommunreformen 1862 övergick socknens ansvar för de kyrkliga frågorna till Bo församling och för de borgerliga frågorna till Bo landskommun. Landskommunen inkorporerades 1952 i Sköllersta landskommun som 1971 uppgick i Hallsbergs kommun. Församlingen uppgick 2006 i Bo-Svennevads församling som 2010 uppgick i Sköllersta församling.
1 januari 2016 inrättades distriktet Bo, med samma omfattning som församlingen hade 1999/2000.
Socknen har tillhört fögderier, tingslag och domsagor enligt vad som beskrivs i artikeln Närke.  De indelta soldaterna tillhörde Närkes regemente och Kumla kompani.

## Geografi
Bo socken ligger i sydöstra Närke kring Haddeboån med sjön Avern och Emmaån. Socknen har begränsad odlingsbygd vid sjöar och vattendrag och i Tylöskogen och är i övrigt en skogsbygd.
Riksväg 51 korsar socknen i nord-sydlig riktning.
Inom socknen finns byarna Björnhammar, Gryt (Gryts bruk), Kattala, Iboholm, Deje och Averby. Även Boskulla med omnejd hör hit.

## Fornlämningar
En hällkista och några stensättningar från järnåldern är funna.

## Namnet
Namnet (1500 Boo) kommer från gärdenkyrkbyn. Namnet innehåller bo, 'bostad, gård'.
Förr användes också namnet Svennevads övra socken.

## Befolkningsutveckling
| Befolkningsutvecklingen i Bo socken 1810–1990                                                           | Befolkningsutvecklingen i Bo socken 1810–1990 | Befolkningsutvecklingen i Bo socken 1810–1990 | Befolkningsutvecklingen i Bo socken 1810–1990 | Befolkningsutvecklingen i Bo socken 1810–1990 |
| --- | --------------------------------------------- | --------------------------------------------- | --------------------------------------------- | --------------------------------------------- |
| |                                               |                                               |                                               |                                               |
| År |                                               |                                               | Folkmängd                                     |                                               |
| 1810 | 1810                                          |                                               | 1 214                                         |                                               |
| 1820 | 1820                                          |                                               | 1 302                                         |                                               |
| 1830 | 1830                                          |                                               | 1 421                                         |                                               |
| 1840 | 1840                                          |                                               | 1 642                                         |                                               |
| 1850 | 1850                                          |                                               | 1 863                                         |                                               |
| 1860 | 1860                                          |                                               | 2 077                                         |                                               |
| 1870 | 1870                                          |                                               | 2 398                                         |                                               |
| 1880 | 1880                                          |                                               | 2 644                                         |                                               |
| 1890 | 1890                                          |                                               | 2 312                                         |                                               |
| 1900 | 1900                                          |                                               | 2 003                                         |                                               |
| 1910 | 1910                                          |                                               | 1 720                                         |                                               |
| 1920 | 1920                                          |                                               | 1 708                                         |                                               |
| 1930 | 1930                                          |                                               | 1 607                                         |                                               |
| 1940 | 1940                                          |                                               | 1 433                                         |                                               |
| 1950 | 1950                                          |                                               | 1 313                                         |                                               |
| 1960 | 1960                                          |                                               | 1 157                                         |                                               |
| 1970 | 1970                                          |                                               | 865                                           |                                               |
| 1980 | 1980                                          |                                               | 779                                           |                                               |
| 1990 | 1990                                          |                                               | 661                                           |                                               |
| Anm: Källor: Umeå universitet - Tabellverket 1749-1859, Demografiska databasen, CEDAR, Umeå universitet |                                               |                                               |                                               |                                               |